# 格鲁吉亚外交部

外交部徽章

格鲁吉亚外交部（格鲁吉亚语：საქართველოს საგარეო საქმეთა სამინისტრო），格鲁吉亚政府部门之一，负责外交事务。格鲁吉亚外交部办公地位于第比利斯市赤塔泽大街。现任外交部长大卫·扎尔卡利亚尼，2018年6月上任。

## 历任外交部长
- Giorgi Khoshtaria，1990年11月26日－1991年8月15日
- Murman Omanidze，1991年8月15日－1991年12月31日
- Alexander Chikvaidze，1992年－1995年
- Irakli Menagarishvili，1995年－2003年11月29日
- Tedo Japaridze，2003年11月30日－ 2004年3月20日
- 萨洛梅·祖拉比什维利，2004年3月20日－2005年10月19日
- 格拉·别茹阿什维利，2005年10月19日－2008年1月31日
- 达维特·巴克拉泽，2008年1月31日－2008年5月5日
- 埃卡·特克舍拉什维利，2008年5月5日－2008年12月6日
- 格里戈尔·瓦沙泽，2008年12月6日－2012年10月25日
- 马娅·潘吉基泽，2012年10月25日－2014年11月25日
- 塔瑪爾·別茹阿什維利（英语：Tamar Beruchashvili），2014年11月25日－2015年9月1日
- 格奧爾基·克維里卡什維利，2015年9月1日－2015年12月30日
- 米哈伊爾·楊尼利德澤，2015年12月30日－2018年6月13日
- 大卫·扎尔卡利亚尼，2018年6月21日－